# Далекий космос (фільм)
Далекий космос (англ. «Stowaway») — науково-фантастичний трилер — драма 2021 року режисера Джо Пенни, який написав сценарій разом із Раяном Моррісоном. У головних ролях знялися Анна Кендрік, Деніел Де Кім, Шамієр Андерсон і Тоні Коллетт. Спільне виробництво Сполучених Штатів Америки та Німеччини, прем'єра відбулася на Netflix у деяких країнах 22 квітня 2021 року.

## Сюжет
До екіпажу МТС-42 дворічної місії на Марс входять командир Марина Барнетт, біолог Девід Кім та медичний дослідник Зоя Левенсон. Після зльоту з Землі верхня ступінь їхньої багатоступеневої ракети перебуває на 450-метровій космічній прив'язі до основного корпусу корабля, що виконує роль противаги для штучної гравітації на основі інерції.
Незабаром після зльоту командир Барнетт виявляє на борту інженера з підтримки запуску Майкла Адамса, який втратив свідомість та заплутався між двома модулями у пристрої, який очищає повітря на кораблі від вуглекислого газу. При ненавмисному падінні він зламав цей пристрій. Екіпаж змушений використовувати аварійні каністри з гідроксидом літію, щоб очистити повітря від CO2. На жаль, каністри не витримують додаткового навантаження. Барнетт наказує Девіду негайно запустити свій експеримент з водоростями на кораблі, а не в марсіанській колонії, як планувалося раніше. Лише половина водоростей виживає, забезпечуючи достатньо кисню тільки трьом членам екіпажу. Без додаткової подачі кисню екіпаж із чотирьох осіб задихнеться за кілька тижнів до досягнення Марса.
Барнетт просить Центр керування польотами знайти прийнятне рішення, яке врятує всіх чотирьох пасажирів. Але єдиний варіант — неперевірений вихід у відкритий космос, щоб піднятися по тросах та отримати рідкий кисень із відпрацьованого верхнього ступеня ракети — вважається занадто ризикованим. Барнетт і Девід починають погоджуватися з тим, що пожертвують Майклом, але Зоя переконує їх почекати десять днів, поки керівництво місії придумає інше рішення.
Через три дні Девід пояснює ситуацію Майклу, запропонувавши йому безболісну смертельну ін'єкцію. Майкл ледь не покінчив життя самогубством, але Зоя зупиняє його і переконує протриматися ще деякий час. Вона наполягає на тому, щоб піднятися на троси, щоб отримати рідкий кисень. Девід розповідає, що решта водоростей загинула, залишивши достатньо кисню лише для двох. Тепер перед обличчям смерті двох пасажирів він погоджується приєднатися до неї під час підйому.
Зоя та Девід виконують рішення та готують розчин для заповнення двох циліндрів, якого достатньо, щоб забезпечити киснем ще двох пасажирів. Смертоносне випромінювання високоенергетичного сонячного спалаху — викид коронної маси — змушує їх залишити один із циліндрів. Вони повертаються на корабель, але через критичну несправність обладнання втрачається єдиний кисневий балон.
Після перегрупування вони зрозуміли, що великий резервуар продовжує пропускати кисень через імпровізоване з'єднання, і що якщо одна людина піддасть себе смертельній радіації, щоб повернути циліндр, який залишився з першої спроби, троє інших зможуть вижити. Марина повинна вижити, щоб керувати кораблем, але всі інші троє зголосилися принести себе в жертву.
Оскільки Майкл не навчений, і він, і Девід мають сім'ї вдома, Зоя наполягає на тому, щоб це зробить саме вона. Їй вдається наповнити і повернути балон на корабель, перш ніж піддатися радіаційному отруєнню. Останні хвилини вона проводить поза кораблем, дивлячись на далекий Марс серед зірок.

## Актори
- Анна Кендрік — Зоя Левенсон, лікарка корабля.
- Тоні Коллетт — Марина Барнетт, командир корабля.
- Деніел Де Кім — Девід Кім, біолог.
- Шамієр Андерсон — Майкл Адамс, інженер з підтримки запуску та однойменний «безбілетний пасажир».

## Виробництво
У жовтні 2018 року було оголошено, що Анна Кендрік зніметься в наступному фільмі Джо Пенни, у якому зіграє медичного дослідника. У січні 2019 року до акторського складу додалася Тоні Коллетт у ролі командира корабля. У травні Шамієр Андерсон отримав роль головного безбілетного пасажира, а Даніель Де Кім приєднався як біолог корабля.
Зйомки розпочалися 11 червня 2019 року в Кельні та Мюнхені та завершилися через 30 днів. Консультантом фільму був ютубер і науковий комунікатор Скотт Менлі .

## Реліз
У листопаді 2018 року компанія «Sony Pictures Worldwide Acquisitions» придбала права на міжнародне розповсюдження фільму, за винятком Сполучених Штатів Америки. У грудні 2020 року Netflix придбала права на розповсюдження фільму, на території, які раніше придбала «Sony», а «Amazon Prime Video» оголосила про намір бути дистриб'ютором у Канаді. Фільм вийшов на екрани 22 квітня 2021 року, за винятком німецькомовних країн, де реліз «Netflix» було відкладено на невизначений час через триваючу пандемію.

## Реакція
На веб-сайті агрегатора рецензій Rotten Tomatoes, Stowaway має рейтинг схвалення 77 % на основі 101 огляду із середнім рейтингом 6,50/10.
Metacritic присвоїв фільму середньозважену оцінку 63 зі 100 на основі 24 критиків, що вказує на «загалом схвальні відгуки».